# Batavia (Illinois)
Batavia is een plaats (city) in de Amerikaanse staat Illinois, en valt bestuurlijk gezien zowel onder DuPage County als Kane County. De stad staat ook wel bekend als The Windmill City vanwege de hoge windmolenproductie tijdens de industriële revolutie.
Anno 2011 is Batavia onder meer de vestigingsplaats van Fermilab, een door de Amerikaanse overheid gefinancierd laboratorium waar aan hoge energie deeltjes wordt gemeten. Het is de plaats waar zowel de bottomquark als de topquark voor het eerst werden waargenomen.

## Geschiedenis
Batavia is opgericht in 1835 en door de plaatselijke rechter en voormalig congreslid Isaac Wilson genoemd naar zijn voormalige woonplaats Batavia in de staat New York. Batavia ligt op de plek waar in 1832 de frontlinies van de Black Hawk War lagen. Om die reden worden sommige destijds actieve soldaten (en latere beroemdheden) zoals Abraham Lincoln nog weleens toegeschreven Batavia bezocht te hebben. De toenmalige weduwe van Lincoln, Mary Todd Lincoln, is in 1875 enige tijd onvrijwillig opgenomen geweest in het psychiatrisch ziekenhuis in Batavia.
Aan het eind van de negentiende eeuw was Batavia een producent van de Conestoga wagons die werden gebruikt in de uitbreiding van de Unie richting het westen. Tot het begin van de twintigste eeuw werden de meeste windmolens verantwoordelijk voor water pompen van de Verenigde Staten geproduceerd in een van de drie windmolenfabrieken in Batavia. Veel van de oorspronkelijke kalkstenen gebouwen die onderdeel waren van die fabrieken zijn anno 2011 in gebruik als kantoorgebouw of winkelpand.
In 1902 legde de Chicago Aurora and Elgin Railroad een elektriciteitsfabriek aan aan de zuidkant van Batavia, en voegde zo een extra deel aan de stad toe. In 1932 bouwde The Campana Company er de Campana Factory, om cosmetica te produceren.

## Demografie
Bij de volkstelling in 2000 werd het aantal inwoners vastgesteld op 23.866.
In 2006 is het aantal inwoners door het United States Census Bureau geschat op 27.401, een stijging van 3535 (14,8%).

## Geografie
Volgens het United States Census Bureau beslaat de plaats een oppervlakte van
23,8 km², waarvan 23,4 km² land en 0,4 km² water.

## Plaatsen in de nabije omgeving
De onderstaande figuur toont nabijgelegen plaatsen in een straal van 12 km rond Batavia.

## Economie
Anno 2009 is Fermilab met afstand de grootste werkgever van de stad met 2000 werknemers. Daarna volgen Suncast (450), AGCO (425) en Eagle Concrete (300).

## Geboren
- Dan Issel (1948), basketballer en basketbalcoach